# Eunha
Eunha (은하?, 銀河?, Eun-haLR, ŬnhaMR), pseudonimo di Jung Eun-bi (정은비?, 丁恩妃?, Jeong Eun-biLR, Chŏng ŬnbiMR; Seul, 30 maggio 1997), è una cantante e attrice sudcoreana.
Dal 2015 è parte del gruppo musicale sudcoreano GFriend, sotto contratto con l'etichetta Source Music. A febbraio 2022 ha formato il trio Viviz insieme alle ex compagne SinB e Umji.

## Biografia
Eunha è nata il 30 maggio 1998 a Seul. Era un'attrice bambina e nel 2007 ha avuto un ruolo nella sitcom Bubu clinic - Saranggwa jeonjaeng. Quando aveva sette anni, le fu diagnosticata l'istiocitosi a cellule di Langerhans (LCH). Ha quindi seguito le cure e fatto regolari esami del sangue fino al sesto anno di scuola elementare guarendo completamente.

## Carriera
Eunha ha debuttato come membro del gruppo musicale GFriend all'inizio del 2015 con la canzone Glass Bead e il 21 ottobre 2015 è uscita la sua prima collaborazione, il singolo Han River at Night di Pro C. La sua prima canzone da solista è stata Do Not Come to Farewell, registrata per la colonna sonora del drama televisivo Yungnyong-i nareusya, pubblicata il 7 marzo 2016.
Ha interpretato un ruolo nel web drama Oh My God! Tip, e poi ha collaborato al singolo Inferiority Complex di Park Kyung, pubblicato il 25 maggio 2016.
La sua seconda uscita solista è stata la canzone Love-ing, registrata per la colonna sonora del drama Sarang-ui ondo, pubblicata il 2 ottobre 2017.

## Discografia
Per le opere con le GFriend, si veda Discografia delle GFriend.

### Singoli
- 2016 – Firefly (con Hwang Chi-yeul)
- 2016 – Taxi (con, YooA, Cheng Xiao, Nayoung e Nancy)
- 2017 – Hold Your Hand (con Chunji)
- 2019 – Blossom (con Ravi)

### Collaborazioni
- 2015 – Han River at Night (Pro C feat. Eunha)
- 2016 – Inferiority Complex (Park Kyung feat. Eunha)
- 2016 – Chemistry (MC Mong feat. Eunha)

## Filmografia

### Televisione
- Bubu clinic - Saranggwa jeonjaeng (부부클리닉: 사랑과 전쟁?) (2007)
- Oh My God! Tip (오마이 갓!팁?) (2016)

## Riconoscimenti
- Mnet Asian Music Award
  - 2016 – Candidatura Best Collaboration per Inferiority Complex
  - 2016 – Candidatura Song of the Year per Inferiority Complex
- Melon Music Award
  - 2016 – Candidatura Rap/Hip Hop per Inferiority Complex
- Golden Disc Award
  - 2017 – Candidatura Bonsang Digitale per Inferiority Complex